# Škoda 41T
Škoda 41T (obchodní název ForCity Smart Bonn) je typ tramvaje vyráběný od roku 2022 českou společností Škoda Transportation pro podnik SWB Bus und Bahn, který provozuje tramvajovou dopravu v Bonnu v Německu. Společnost SWB Bus und Bahn objednala celkem 28 vozů.

## Konstrukce
Model Škoda 41T je součástí typové řady ForCity Smart. Jedná se o obousměrný tříčlánkový zcela nízkopodlažní vůz. Krajní články jsou usazeny vždy na dvou dvounápravových otočných hnacích podvozcích, střední článek je mezi nimi zavěšen. Kabiny řidiče se nachází na obou čelech vozidla a jsou zvenku přístupné samostatnými dveřmi. Na obou bocích tramvaje jsou umístěny vždy čtvery dvojkřídlé dveře (dvoje ve středním článku, po jedněch v krajních článcích). Každá z osmi náprav je poháněna elektromotorem o výkonu 70 kW.

## Dodávky tramvají
V prosinci 2019 se Škoda Transportation stala vítězem soutěže, v níž městský dopravní podnik SWB Bus und Bahn poptával 26 obousměrných tramvají o délce 30 m s opcí na dalších dvanáct vozidel a s dodávkami náhradních dílů po dobu 25 let. První vozy měly být do německého Bonnu podle původního předpokladu dodány v roce 2022. Na tamní tramvajové síti mají zcela nahradit kompletní flotilu 24 tramvají typu R1.1 z roku 1994. První vůz byl dokončen v létě 2022 a v srpnu toho roku absolvoval zkoušky v klimatickém tunelu ve Vídni. V říjnu 2022 byl v Plzni označen číslem 120 a na plzeňské tramvajové síti zahájil zkušební jízdy bez cestujících. Poprvé se v ulicích města objevil v noci z 11. na 12. října, v denních hodinách premiérově 20. října 2022. Roku 2022 využil dopravce SWB Bus und Bahn část opce a k 26 objednaným tramvajím zasmluvnil další dva kusy. První vozidlo s evidenčním číslem 2252 bylo z Plzně od výrobce expedováno na konci ledna 2023 a zkušební jízdy bez cestujících zahájilo v první polovině března 2023. Všechny tramvaje měly být podle tehdejších předpokladů do Bonnu dodány do léta 2024. Vůz č. 2353 byl v září 2024 vystaven na veletrhu InnoTrans v Berlíně. Na podzim 2024 byl úspěšně dokončen testovací provoz a došlo ke schválení typu. Všechny čtyři do té doby dodané vozy (č. 2251–2253 a 2353) dopravce slavnostně převzal počátkem prosince 2024. Následně se některé z nich se objevily na posilových spojích 12. prosince, do běžného provozu byly všechny zařazeny 15. prosince 2024.

### Celkový přehled
Od roku 2022 bylo vyrobeno celkem 16 vozů.
| Současný stát | Město | Článek | Roky dodávek | Počet vozů | Evidenční čísla při dodání | Poznámky | Zdroj  |
| ------------- | ----- | ------ | ------------ | ---------- | -------------------------- | -------- | ------ |
| Německo       | Bonn  | článek | 2023         | 2          | 2251, 2252                 |          | [ 13 ] |
| Německo       | Bonn  | článek | 2024         | 4          | 2253, 2351–2353            |          | [ 13 ] |
| Německo       | Bonn  | článek | 2025         | 14         | 2354–2359, 2451–2458       |          | [ 13 ] |